# 石丸文行堂
石丸文行堂（いしまるぶんこうどう）とは、長崎市にある老舗の文具チェーン店で、株式会社石丸文行堂がメイン企業。

## 概要
1883年（明治16年）創業、設立が1935年（昭和10年）。
ステーショナリー、事務用品、高級筆記具、革小物、画材、ライフスタイル雑貨、和小物、ウェディング用品、店舗用品、ギフト用品、キャラクターやコラボ雑貨、製図用品、印鑑、額縁、名刺、ラッピング、別製品企画などのサービスを提供する。
長崎県では、浜の町の本社本店やゆめタウン夢彩都店とイオンタウン長与店、佐賀県はゆめタウン佐賀店、福岡県行橋市に店舗を構え、採用活動、アプリやイベント、オンラインストアもある。